# Тина Тарнер
Тина Тарнер (енгл. Tina Turner; Браунсвил, 26. новембар 1939 — Киснахт, 24. мај 2023), право име Ана Меј Булок (енгл. Anna Mae Bullock)) била је америчка певачица. Позната је као „Краљица Рокенрола”, а истакла се као чланица дуа Ike & Tina Turner Revue пре него што је започела успешну каријеру као соло извођач.
Продавши преко 100 милиона плоча широм света, један је од најпродаванијих извођача свих времена. Добила је 12 награда Греми, од којих осам класичних награда, три награде Греми Куће славних и награду Греми за животно дело. Била је прва афроамеричка певачица и прва жена која се нашла на насловној страни часописа Rolling Stone, који ју је потом уврстио међу 100 најбољих извођача свих времена и 100 најбољих певача свих времена. Има звезду на Холивудској стази славних. Двапут је уврштена у Дворану славних рокенрола — први пут 1991. са тадашњим супругом Ајком Тарнером, а 2021. као соло извођач. Године 2005. добила је награду Кенеди центра за жену године.

## Биографија
Рођена је 26. новембра 1939. године, под именом Ана Меј Булок, у Браунсвилу. Најмлађе је дете Флојда Ричарда Булока и његове супруге, Зелме Присиле (девојачко Кари). Породица је живела у оближњој руралној заједници Натбуш, где јој је отац радио као надзорник над земљорадницима на фарми, док је касније у интервјуу изјавила да је са породицом у раном детињству брала памук. Када је учествовала у емисији Животи Афроамериканаца 2 са Хенријем Луисом Гејтсом Млађим, он је поделио њене генеалошке процене ДНК теста. Раније је веровала да има индијанског порекла. Преминула је 24. маја 2023. у 83. години живота након дуге болести.

## Дискографија
Студијски албуми
Извор
- (1974)
- (1975)
- (1978)
- (1979)
- (1984)
- (1986)
- (1989)
- (1996)
- (1999)

## Књиге
- (1986)[17]
- ,  (2018)[18]
- ,  (2020)[19]
- [20]